# Heteronyx iridiventris
Heteronyx iridiventris är en skalbaggsart som beskrevs av Blackburn 1890. Heteronyx iridiventris ingår i släktet Heteronyx och familjen Melolonthidae. Inga underarter finns listade i Catalogue of Life.